# Dolenji Radenci
Dolenji Radenci – wieś w Słowenii, w gminie Črnomelj. W 2018 roku liczyła 25 mieszkańców.